# Chudobská sníženina
Chudobská sníženina (polsky Obniżenie Kudowy nebo též Obniżenie Kudowskie) se nachází v jihozápadním Polsku, v nadmořské výšce od 400 do 480 m n. m., v západní části Kladského regionu mezi Stolovými horami na severu a Levínskou vrchovinou (Wzgórza Lewińskie) na jihu; tato ji odděluje od Dušnické sníženiny (Obniżenie Dusznickie) na východě.

## Popis
Chudobská sníženina je tektonickou propadlinou, mající charakter tektonického příkopu vyplněného třetihorními mořskými usazeninami. Je de facto pokračováním hronovsko-poříčského zlomu, na němž je řada pramenů minerálních vod: v České republice v Náchodě-Bělovsi, v Hronově a Třticích a v Polsku v této oblasti v Lázních Chudoba a v Jelenově (Jeleniów).
Sníženina je ohraničena ze severu masivem Stolových hor, z východu Levínskou vrchovinou a z jihu Sedloňovskou vrchovinou (část Dobrošovská vrchovina). Na západě je sníženina otevřena do Hronovské kotliny, pod jejímž klimatickým vlivem se nachází.

## Vodstvo
Snížení se nachází v úmoří Severního moře, hlavními vodními toky jsou Čermná (Czermnica) a Střela (Klikawa), částečně do něj zasahuje Brlenka. Celé území je odvodňováno Brlenkou a Střelou do řeky Metuje již na českém území.

## Významné lokality
- Lázně Chudoba (Kudowa-Zdrój), Čermná (Czermna), Jelenov (Jeleniów)